# Lisa Jardine
Lisa Anne Jardine (registrada al nacer como Lisa Anne Bronowski; Oxford, 12 de abril de 1944-25 de octubre de 2015) fue una historiadora británica de la Edad Moderna. Era profesora de historia del Renacimiento, directora del Centre for Editing Lives and Letters en la Universidad de Londres Queen Mary y presidenta del Human Fertilisation and Embryology Authority (HFEA). Fue elegida académica de la Royal Historical Society de Londres (FRHistS) y miembro del consejo de la Royal Institution, pero renunció a su puesto en septiembre de 2009.

## Biografía

### Familia y estudios
Jardine era la hija menor de Jacob Bronowski y de la escultora Rita Coblentz y estuvo casada con el arquitecto John Hare. Su nombre profesional proviene del apellido de su primer esposo, Nicholas Jardine, con quien tuvo una hija y un hijo. tres en total. Además, era la prima del director de televisión Laurence Moody y de la actriz Clare Lawrence Moody.
Jardine cursó sus estudios en el Cheltenham Ladies' College y en el Newnham College, Cambridge. Durante dos años estudió Matemáticas, pero en el último año, bajo la influencia de Raymond Williams, decidió estudiar Anglística.

### Carrera profesional
Escribió numerosos libros, entre los que se incluyen The Curious Life of Robert Hooke: The Man Who Measured London, Ingenious Pursuits: Building the Scientific Revolution y On a Grander Scale: the Outstanding Career of Sir Christopher Wren. Su libro Going Dutch, de 2008, ganó el premio cundill de historia de la universidad McGill, que es el premio más alto del mundo para un libro de historia, con un valor de 75 000 dólares estadounidenses. Jardine era la antigua presidenta del cuerpo gobernante de la Westminster City School for Boys, de Londres.

## Descubrimiento sobre Jacob Bronowski
El 26 de enero de 2011, Jardine apareció en un documental de la BBC donde habla de un «capítulo desconocido» en la vida de su padre y declara: «recientemente he hecho un descubrimiento desagradable sobre la clase de ciencias que llevaba a cabo. Durante la Segunda Guerra Mundial, usó su inteligencia para las matemáticas para maximizar la fuerza destructiva de los bombardeos aéreos. ¿La gente estaba equivocada sobre Jacob Bronowski?» Bronowski observó que estas investigaciones habían tenido aplicaciones dobles: «No había pasado demasiado tiempo desde Hiroshima cuando escuché que alguien dijo, en presencia de Leó Szilárd, que era una tragedia que los científicos usaran sus descubrimientos para la destrucción. Szilárd, la persona más adecuada para responder, dijo que no era una tragedia de los científicos: "es la tragedia de la humanidad"».

## Fallecimiento
Lisa Jardine murió de cáncer el 25 de octubre de 2015, a los 71 años.

## Obras

### Libros
- Francis Bacon: Discovery and the Art of Discourse (1974)
- Still Harping on Daughters: Women and Drama in the Age of Shakespeare (1983)
- From Humanism to the Humanities (1986) con Anthony Grafton
- What's Left?: Women in Culture and the Labour Movement (1989) con Julia Swindells
- Erasmus, Man of Letters: The Construction of Charisma in Print (1993)
- Reading Shakespeare Historically (1996)
- Worldly Goods: A New History of the Renaissance[2] (1996)
- Erasmus: The Education of a Christian prince with the Panegyric for Archduke Philip of Austria (1997) editora
- Hostage to Fortune: The Troubled Life of Francis Bacon (1998) con Alan Stewart
- Ingenious Pursuits: Building the Scientific Revolution (1999)
- Francis Bacon: The New Organon (2000) editora con Michael Silverthorne
- Global Interests: Renaissance Art Between East and West (2000) con Jerry Brotton
- On a Grander Scale: The Outstanding Career of Sir Christopher Wren (2002)
- For the Sake of Argument (2003)
- The Curious Life of Robert Hooke: The Man Who Measured London (2003)
- London's Leonardo: The Life and Work of Robert Hooke (2003) con Jim Bennett, Michael Cooper y Michael Hunter
- Grayson Perry (2004)
- The Awful End of Prince William the Silent: The First Assassination of a Head of State with a Hand-Gun (2005)
- Going Dutch: How England Plundered Holland's Glory (2008)[6]

### Televisión
- A Point of View. BBC Radio 4 series (2008, 2010)
- My Father, the Bomb and Me. BBC Four (26 de enero de 2011)